# Diecezja Socorro y San Gil
Diecezja Socorro y San Gil (łac. Dioecesis Succursensis et Sancti Aegidii, hisz. Diócesis de Socorro y San Gil) – rzymskokatolicka diecezja w Kolumbii. Biskup Socorro y San Gil jest sufraganem arcybiskupa Bucaramanga.

Mapa diecezji

## Historia
20 marca 1895 roku papież Leon XIII dekretem Jamdudum erygował diecezje Socorro. Dotychczas wierni z tych terenów należeli do archidiecezji Nowa Pamplona.
19 stycznia 1928 roku diecezja została przemianowana na Socorro y San Gil.
Diecezja dwukrotnie traciła część swego terytorium. Po raz pierwszy 2 kwietnia 1928 roku na rzecz prałatury terytorialnej Río Magdalena (obecnie Diecezja Barrancabermeja) oraz 14 maja 2003 roku na rzecz diecezji Vélez.

## Ordynariusze

### Biskupi Socorro
- Evaristo Blanco (1897 - 1909)
- Francisco Cristóbal Toro (1910 - 1913)
- Antonio Vincenzo Arenas (1914 - 1922)
- Leonidas Medina (1923 - 1928)

### Biskupi Socorro y San Gil
- Leonidas Medina (1928 - 1947)
- Ángel María Ocampo Berrio SJ (1947 - 1950)
- Aníbal Muñoz Duque (1951 - 1952)
- Pedro José Rivera Mejía (1953 - 1975)
- Ciro Alfonso Gómez Serrano (1975 - 1980)
- Víctor Manuel López Forero (1980 - 1985)
- Jorge Leonardo Gómez Serna OP (1986 - 2001)
- Ismael Rueda Sierra (2003 - 2009)
- Carlos Germán Mesa Ruiz (2010 - 2019)
- Luis Augusto Campos Flórez (od 2019)